# Arvid Smit
Pour les articles homonymes, voir Smit.
Arvid Smit, né le 12 décembre 1980 à Heerhugowaard aux Pays-Bas est un footballeur néerlandais, évoluant au poste de milieu.

## Palmarès
Vierge